# La Bâtie-des-Fonds
 La Bâtie-des-Fonds  es una población y comuna francesa, en la región de Ródano-Alpes, departamento de Drôme, en el distrito de Die y cantón de Luc-en-Diois.

## Demografía
| 14 | 11 | 9 | 17 | 8 | 10 |
| Para los censos de 1962 a 1999 la población legal corresponde a la población sin duplicidades (Fuente: INSEE [Consultar]) |    |   |    |   |    |